# 11. ваздухопловна пољска дивизија (Немачка)
11. ваздухопловна пољска дивизија Вермахта формирана је октобра 1942, а јануара 1943. укључена је у састав Групе армија Е у Грчкој.
Приликом пробоја Групе армија Е из Грчке током септембра и октобра 1944. борила се против НОВЈ и бугарске армије у Македонији. Након пробоја кроз Санџак и источну Босну. Командант Југоистока наредио је да се безобзирним марш-пробојем пребаци у Срем. Њени предњи делови избили су у Срем преко Брчког 7. децембра 1944. и одиграли су значајну улогу у заустављању децембарске офанзиве НОВЈ и Црвене армије на Сремском фронту.
До краја рата борила се на Сремском и Дравском фронту, Вировитичком мостобрану и у завршним операцијама. 15. маја 1945, заједно са главнином Групе армија Е, у Словенији се предала Југословенској армији.